# Nantucket

Vlajka ostrova

Nantucket je ostrov na atlantickém pobřeží Spojených států, ležící ve státě Massachusetts necelých 50 km jižně od Cape Cod. Má rozlohu 272,6 km² (z toho 124 km² připadá na pevnou zem) a žije na něm okolo deseti tisíc obyvatel. Spolu se sousedními ostrovy Tuckernuck a Muskeget tvoří Nantucket stejnojmennou obec a zároveň okres, který je nejmenší ve státě Massachusetts.

## Geografie
Ostrov vznikl asi před pěti tisíci lety z tillu nakupeného na konci Wisconsinského zalednění, který byl v důsledku stoupající mořské hladiny oddělen od severoamerické pevniny. Ostrov je rovinatý, povrch je pokryt pískem a křovinami. Klima je oceánské, s malými rozdíly mezi zimou a létem, mrzne jen vzácně. Časté mlhy daly ostrovu přezdívku „Dáma v šedém“. Silný slaný vítr vanoucí od moře způsobuje, že místní stromy (převážně zerav západní) jsou nízké a mají zkroucené kmeny.

## Historie
Název ostrova pochází z domorodého jazyka Wampanoag, v němž znamená „vzdálená země“. Pro Evropany ostrov objevil v roce 1602 Bartholomew Gosnold. V roce 1641 Nantucket a sousední Martha's Vineyard zakoupil od britské koruny Thomas Mayhew, který ho roku 1659 prodal za třicet liber a dvě bobří čepice Tristramu Coffinovi. Ten zahájil osidlování ostrova, na kterém se usazovali zejména kvakeři. V roce 1746 byl postaven místní maják.
V osmnáctém a devatenáctém století byl Nantucket světovým centrem lovu velryb a jejich zpracování. Na tuto dobu upomíná zdejší architektonická zvláštnost zvaná Widow's Walk: ohrádka na střeše domu, z níž ženy vyhlížely vracející se lodě. Z Nantucketu pocházela také plachetnice Essex, jejíž zkáza inspirovala Hermana Melvilla k napsání románu Bílá velryba. Tyto doby připomíná muzeum velrybářství, založené roku 1929.
V druhé polovině 19. století se začal Nantucket vylidňovat v důsledku úpadku velrybářství, k němuž přispěl úbytek kytovců i rozvoj fosilních paliv. Později se ostrov stal oblíbenou prázdninovou destinací pro klidné prostředí a zachovalé historické stavby. V roce 1966 se stal památkovou zónou, kde se nesmějí stavět jiné než dřevěné domy. V létě se počet obyvatel ostrova zvedne až na padesát tisíc. Nemovitosti na Nantucketu patří k nejdražším v USA. Na ostrov se lze dostat přívozem nebo přistát na letišti Nantucket Memorial Airport.

## Zajímavosti
- Na Nantucketu se odehrává děj knih Příběhy Arthura Gordona Pyma (Edgar Allan Poe) a Nightbirds on Nantucket (Joan Aikenová), Jude Deveraux sem umístila cyklus knížek Nevěsty z Nantucketu (Pravá láska, Navěky a Šťastně až navěky), filmů Ztřeštěné léto a Ostrovní přízraky a dílu seriálu Simpsonovi Tiráda americké hospodyňky.
- Nantucket je zmíněn v oscarovém filmu Hanební bastardi amerického režiséra Quentina Tarantina. Hlavní záporák filmu Hans Landa si vyjedná vystavění pozemku na tomto ostrově jako podmínku pro přeběhnutí k spojencům a ukončení druhé světové války v rámci fiktivní historické linky filmu.
- V roce 1956 se jižně od břehů ostrova potopila loď SS Andrea Doria.
- Rodačkou z Nantucketu je zpěvačka Meghan Trainorová.
- Bakerův ostrov v Tichém oceánu se původně jmenoval Nový Nantucket.
- V letech 1881 až 1917 byla na ostrově v provozu úzkorozchodná dráha.[7]